# Dobrzyń nad Wisłą (gromada)
Dobrzyń nad Wisłą – dawna gromada, czyli najmniejsza jednostka podziału terytorialnego Polskiej Rzeczypospolitej Ludowej w latach 1954–1972.
Gromady, z gromadzkimi radami narodowymi (GRN) jako organami władzy najniższego stopnia na wsi, funkcjonowały od reformy reorganizującej administrację wiejską przeprowadzonej jesienią 1954 do momentu ich zniesienia z dniem 1 stycznia 1973, tym samym wypierając organizację gminną w latach 1954–1972.
Gromadę Dobrzyń nad Wisłą z siedzibą GRN w mieście Dobrzyniu nad Wisłą (nie wchodzącym w jej skład) utworzono 31 grudnia 1959 w powiecie lipnowskim w woj. bydgoskim z obszarów zniesionych gromad Dyblin (bez wsi Główczyn, Dyblin i Stróżewo oraz miejscowości Gołyszewy) i Lenie Wielkie (bez wsi Michałkowo, Lenie Małe i Głowina) w tymże powiecie.
W 1961 roku gromada miała 16 członków gromadzkiej rady narodowej.
1 stycznia 1969 do gromady Dobrzyń nad Wisłą włączono grunty rolne o powierzchni ogólnej 700,80 ha z miasta Dobrzyń nad Wisłą oraz sołectwo Michałkowo o ogólnej powierzchni 540 ha z gromady Chalin w tymże powiecie.
1 stycznia 1972 gromadę Dobrzyń n. Wisłą połączono z gromadą Chalin, tworząc z ich obszarów gromadę Dobrzyń n. Wisłą z siedzibą Gromadzkiej Rady Narodowej w Dobrzyniu n. Wisłą w tymże powiecie (de facto gromadę Chalin zniesiono, włączając jej obszar do gromady Dobrzyń n. Wisłą).
Gromada przetrwała do końca 1972 roku, czyli do kolejnej reformy gminnej. 1 stycznia 1973 w powiecie lipnowskim utworzono gminę Dobrzyń nad Wisłą.